# Юрово (деревня, поселение Клёновское)

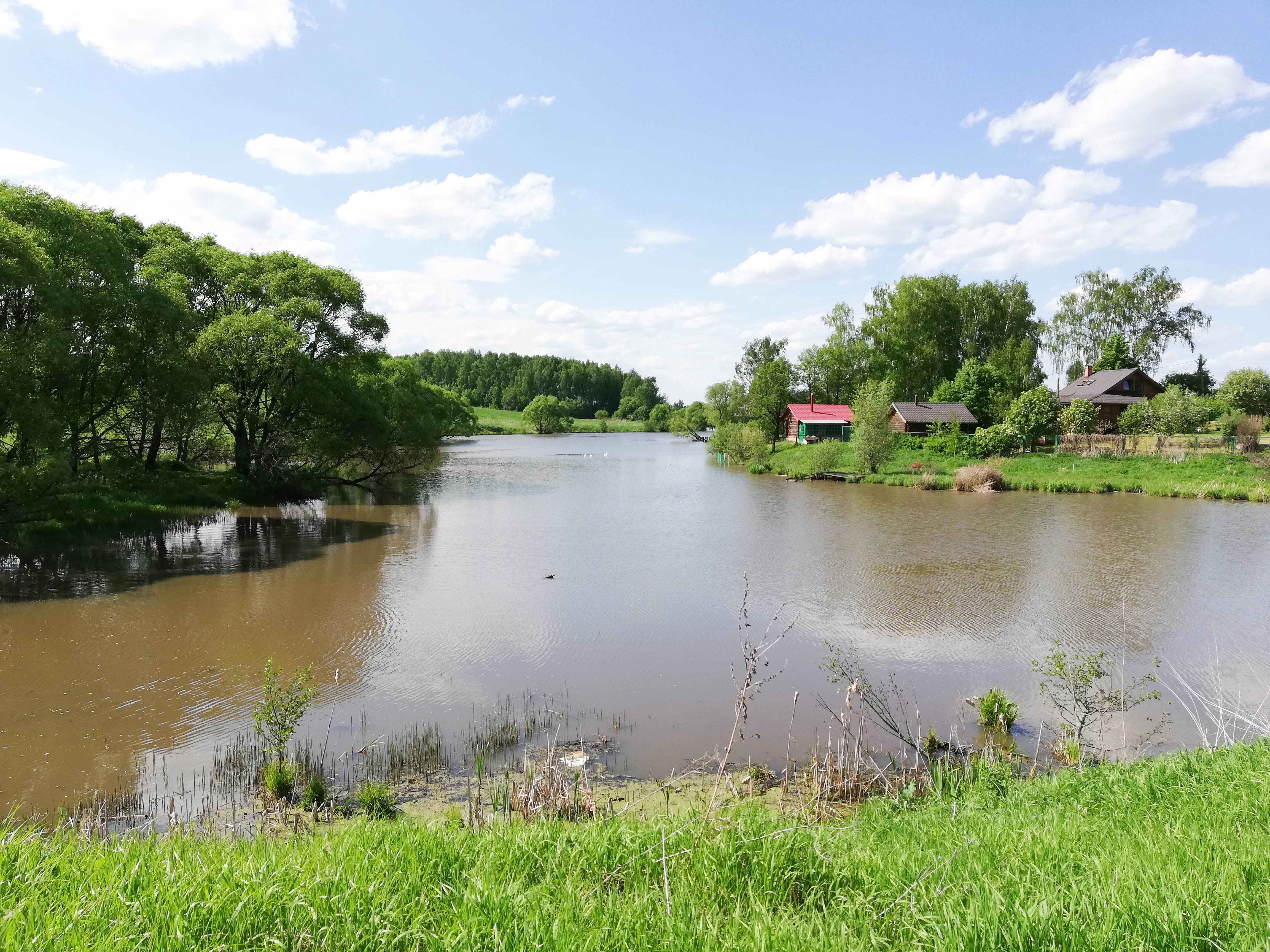
Пруд в Юрово

Юрово — деревня в Троицком административном округе Москвы (до 1 июля 2012 года в составе Подольского района Московской области). Входит в состав поселения Клёновское.

## Население
| 1859 | 1890 | 1899 | 1926 | 2002 | 2006 | 2010 |
| ---- | ---- | ---- | ---- | ---- | ---- | ---- |
| 174  | ↘165 | ↘85  | ↗149 | ↘0   | ↗1   | ↘0   |

Согласно Всероссийской переписи, в 2002 году в деревне никто не проживал. По данным на 2005 год в деревне проживал 1 человек.

## География
Деревня Юрово расположена в юго-восточной части Троицкого административного округа, у границы с Подольским районом, примерно в 18 км к юго-западу от центра города Подольска.
В 8 км северо-западнее деревни проходит Варшавское шоссе, в 9 км к востоку — Симферопольское шоссе М2, в 7 км к северо-востоку — Московское малое кольцо А107, в 3 км к югу — Большое кольцо Московской железной дороги. Рядом с деревней Юрово на реке Трешне образован большой пруд.
К деревне приписано садоводческое товарищество (СНТ). Ближайшие населённые пункты — деревни Зыбино и Свитино.
В Троицком административном округе есть ещё одна деревня с таким же названием, она входит в состав поселения Краснопахорское и находится в 17,5 км к северо-западу.

## История
В «Списке населённых мест» 1862 года — владельческая деревня 1-го стана Подольского уезда Московской губернии между Московско-Варшавским шоссе и Серпуховским трактом, в 19 верстах от уездного города и 13 верстах от становой квартиры, при речке Трешне, с 25 дворами и 174 жителями (78 мужчин, 96 женщин).
По данным на 1890 год — деревня Клёновской волости Подольского уезда с 165 жителями.
В 1913 году — 24 двора.
По материалам Всесоюзной переписи населения 1926 года — центр Юровского сельсовета Клёновской волости Подольского уезда в 9,6 км от Варшавского шоссе и 6,4 км от станции Столбовая Курской железной дороги, проживало 149 жителей (75 мужчин, 74 женщины), насчитывалось 31 хозяйство, из которых 28 крестьянских, работал агропункт; при деревне имелся хутор с 8 жителями (2 мужчин, 6 женщин).
1929—1963, 1965—2012 гг. — населённый пункт в составе Подольского района Московской области.
1963—1965 гг. — в составе Ленинского укрупнённого сельского района Московской области.
С 2012 г. — в составе города Москвы.